# 佩爾紹茲瓦尼夫卡 (盧圖吉諾區)
48°20′25″N 39°25′13″E / 48.34028°N 39.42028°E
佩爾紹茲瓦尼夫卡（烏克蘭語：Першозванівка）是位於烏克蘭東部的村莊，由盧甘斯克州卢甘斯克区的盧圖希內市鎮負責管轄。該村始建於1865年，面積5.47平方公里，海拔高度110米，2001年人口1,075，人口密度每平方公里196.5人。